# کوروآلان
کوروآلان (به ترکی استانبولی: Korualan) یک منطقهٔ مسکونی در ترکیه است که در استان قونیه واقع شده‌است. کوروآلان ۱٬۸۱۸ نفر جمعیت دارد و ۱٬۴۳۰ متر بالاتر از سطح دریا واقع شده‌است.